# Siège de Torgau
Sixième Coalition
Batailles
Campagne de Russie (1812)
- Liste des batailles
- Mir
- Moguilev
- Ostrovno
- Vitebsk
- Kliastitsy
- Smolensk
- 1re Polotsk
- Valoutina Gora
- Moskova
- Moscou
- Winkowo
- 2e Polotsk
- Maloïaroslavets
- Gorodnia
- Czaśniki
- Viazma
- Smoliani
- Krasnoï
- Bérézina

Campagne d'Allemagne (1813)
- Dantzig
- Lunebourg
- Möckern
- Lützen
- Bautzen
- Reichenbach
- Haynau
- Luckau
- Hoyerswerda
- Lauenbourg
- Goldberg
- Gross Beeren
- Katzbach
- Dresde
- Kulm
- Dennewitz
- Peterswalde
- Liebertwolkwitz
- Leipzig
- Hanau
- Sehested
- Torgau
- Hambourg

Campagne de France (1814)
- Sainte-Croix-en-Plaine
- Besançon
- Mayence
- Metz
- Saint-Avold
- 1re Saint-Dizier
- Brienne
- La Rothière
- Campagne des Six-Jours (Champaubert
- Montmirail
- Château-Thierry
- Vauchamps)
- Mormant
- Montereau
- Bar-sur-Aube
- Saint-Julien
- Laubressel
- Berry-au-Bac
- Craonne
- Coutures
- Laon
- Soissons
- Mâcon
- Reims
- Saint-Georges-de-Reneins
- Limonest
- Arcis-sur-Aube
- Fère-Champenoise
- 2e Saint-Dizier
- Meaux
- Claye
- Villeparisis
- Paris

- Feistritz
- Caldiero (en)
- Trieste
- Mincio

- Hoogstraten (de)
- Anvers
- Berg-op-Zoom
- Courtrai

Le siège de Torgau se déroule à la fin de la campagne de Saxe, entre le 18 octobre et le 26 décembre 1813. Les forces prussiennes du comte Tauentzien y assiègent et capturent la garnison essentiellement française commandée par les généraux de Narbonne puis Dutaillis.

## Contexte
Torgau est à l'époque une petite ville d'environ 5 000 habitants. Occupée par les Saxons du général Thielmann, la ville est assiégée en avril 1813 par un corps russe. Lorsque le corps du maréchal Ney se présente à ses portes le 7 mai pour la débloquer, le commandant de la place refuse de lui ouvrir ses portes, conformément aux instructions de son souverain souhaitant maintenir sa neutralité. Cependant un ultimatum adressé par Napoléon Ier au roi de Saxe entraine l'évacuation de la garnison saxonne et la place est livrée aux Français.
Après sa défaite à la bataille de Dennewitz, le corps du maréchal Ney se replie sur la ville. Il remplace en passant le gouverneur de la place, le général Lauer par le général Brun de Villeret, lui-même remplacé par le général de Narbonne le 14 octobre. Napoléon en fait l'un des dépôts centraux de l'armée, sa position sur l'Elbe, à faible distance de Leipzig la rendant stratégique.
Durant le mois de septembre, la faible garnison s'occupa de compléter les remparts de la ville et les multiples ouvrages extérieurs ; la fortification de la ville, décidée en 1811, n'ayant pas été terminée.
À la fin septembre, le corps prussien du général Wobeser (de) est aperçu près de la place et les premiers échanges de tirs ont lieu le 1er octobre. Le 5, les Prussiens établissent des avant-postes à Zinna et Welsau. Le 10 octobre, les convois fluviaux ne parviennent plus à atteindre la ville.
Le 13 octobre, l'Empereur envoie l'équipage de pont, une partie de l'artillerie et du génie ainsi que le quartier général administratif, sous les ordres du général Durrieu à Eilenbourg, à mi-chemin entre Torgau et Leipzig. Le 17 octobre, il tente de rejoindre l'armée française qui affronte les troupes coalisées à la bataille de Leipzig. N'y parvenant pas, il se replie sur Torgau, où il entre le 18 octobre. D'autres Français se trouvant dans la zone, dont le général Dutaillis viennent aussi renforcer la garnison.

## Forces en présence
L'estimation des forces françaises varie fortement d'un auteur à l'autre. Digby Smith estime la garnison à 13 000 hommes, issus des 6e et 8e régiment d'infanterie légère, des 8e, 10e, 52e et 65e régiment d'infanterie de ligne, du 28e régiment de dragons et du 10e régiment de hussards, accompagnés de fantassins polonais, saxons et wurtembergeois. Le Ploge indique que le général Dutaillis à lui seul apporte à la garnison 6 700 hommes, qui s'ajoutent aux 18 000 déjà présents sur place, ce qui porte le total à 24 700 hommes, auxquels il faut retrancher 7 400 blessés et malades. Clément rapporte que la garnison comporte 25 000 Français, assistés de 3 500 Saxons, Hessois et Wurtembergeois.
Le corps prussien du général Tauentzien est lui fort d'environ 23 000 hommes.

## Déroulement
L'infanterie de la garnison française est divisée en trois brigades. La première, commandée par le général Dutaillis et forte de 2 600 hommes, est chargée de la défense depuis le déversoir du Großer Teich, au Sud-Ouest de la ville, jusqu'à Repitz, au Nord, en passant par les forts de Zinna et Mahla (de). La deuxième brigade, commandée par le général Brun de Villeret est chargée de la défense de la place et la troisième, commandée par le major Jamin, est chargée de la défense de la tête de pont sur la rive droite de l'Elbe.

## Conséquences
La pertes de la garnison s'élèvent à environ 3 000 morts, au combat ou de maladie, selon Digby Smith. Le Ploge estime lui à près de 14 000 hommes les pertes de la garnison. Les survivants français sont envoyés en captivité, tandis que les Polonais et les Allemands sont renvoyés dans leurs foyers. Les pertes des assiégeants sont relativement faibles.